# Bonnefanten College
Het Bonnefanten College is een scholengemeenschap voor voortgezet onderwijs in de Nederlandse stad Maastricht. De naam van de school is afgeleid van de zusters sepulchrijnen van het gelijknamige klooster in Maastricht, die omwille van hun liefdadigheid soeurs des bons enfants werden genoemd. De school is gevestigd op twee locaties in Maastricht. Onderdeel van de scholengemeenschap is de Bernard Lievegoed School voor vrijeschoolonderwijs.

## Geschiedenis
Het Bonnefanten College is voortgekomen uit een lange reeks van fusies tussen scholen voor voortgezet onderwijs in Maastricht, waarbij enkele gerenommeerde scholen betrokken waren, met name het Stedelijk Lyceum, het Veldekecollege en de Kweekschool van de Broeders van Maastricht.

### Voorloper: Stedelijk Lyceum
Het Stedelijk Lyceum ontstond in 1960 uit een fusie van het Stedelijk Gymnasium en de Gemeentelijke HBS (beide 1864-1960), een school met een roemrucht verleden, gelegen aan de Helmstraat in het centrum van Maastricht. Voorlopers van die scholen op die locatie waren de École centrale (1797-1802; Franstalig), de École secondaire (1804-1810; Franstalig), het Collège Maastricht (1810-1817; Franstalig), het Koninklijk Atheneum (1817-1864; tot 1838 tweetalig, daarna Nederlandstalig) en de Industrieschool (1846-1864). Het Stedelijk Lyceum en zijn voorgangers waren van 1800 tot 1968 deels gevestigd in het middeleeuwse Dominicanenklooster. In 1968 verhuisde de school naar de nieuwbouw aan de Eenhoornsingel, in Maastricht-West (Brusselsepoort). In 1984 fuseerde de school met de Stedelijke Mavo aan de nabij gelegen Lucassingel (voorheen gevestigd aan de Spilstraat) en ging daarna als Stedelijke Scholengemeenschap verder. In 1994 schakelde de school over op montessorionderwijs en veranderde de naam in Montessori College Maastricht.

### Voorloper: Veldekecollege
Een andere school die als voorloper van het huidige Bonnefanten College kan worden beschouwd, is het Henric van Veldekecollege, een katholieke jongensschool voor beter-gesitueerden. De school was in 1920 begonnen als RK HBS aan het Onze-Lieve-Vrouweplein en verhuisde in 1923 naar een nieuw gebouw aan de deftige Aylvalaan in het Villapark. In hetzelfde jaar werd een gymnasium-opleiding toegevoegd. In 1957 opende de school een dépendance aan de Professor Pieter Willemsstraat in Wyckerpoort, waaruit later het Sint-Maartenscollege zou voortkomen. Het Veldekecollege ging in 1987 met de scholengemeenschap Oud-Vroenhoven op in het Trichter College, waarna het gebouw in het Villapark in 1991 werd opgegeven. De school is in 1995 verbouwd tot appartementencomplex, waarbij in feite alleen de gevel van het middendeel behouden bleef.

### Voorloper: Kweekschool van de Broeders van Maastricht
In 1909 werd de kweekschool voor onderwijzers van de Broeders van Maastricht aan de Tongerseweg in gebruik genomen. Hier werden jongens opgeleid tot leerkracht in het bijzonder onderwijs op Rooms-katholieke grondslag. Een aanzienlijk percentage van de "kwekelingen" trad tevens toe tot de broedercongregatie, die in hetzelfde gebouw een kloostervleugel had ingericht. In 1967 werd de vooropleiding van de kweekschool omgezet in een havoschool en in 1975 vertrok de twee jaar eerder gefuseerde onderwijzersopleiding van de broeders naar de Kweekschool Immaculata aan de Brusselseweg (die oorspronkelijk alleen voor meisjes was bedoeld). Aan de Terra Nigrastraat in de wijk Pottenberg hadden de broeders een tweede vooropleiding gevestigd, die in 1967 werd omgezet in een mavo. Deze opleidingen stonden gezamenlijk bekend als scholengemeenschap Oud-Vroenhoven. Deze fuseerde in 1987 met het Veldekecollege. Twee jaar later sloot de Mavo Sainte-Marie zich hierbij aan. Aanvankelijk maakte de fusieschool gebruik van de locaties aan de Tongerseweg en de Terra Nigrastraat, maar toen de broeders in 2003 het kloostergedeelte aan de Tongerseweg verlieten, kwam er ruimte vrij in het gebouw voor uitbreiding van de school en werd de nevenvestiging aan de Terra Nigrastraat opgeheven. Vanaf 2015 wacht het monumentale gebouw aan de Tongerseweg op een nieuwe bestemming.

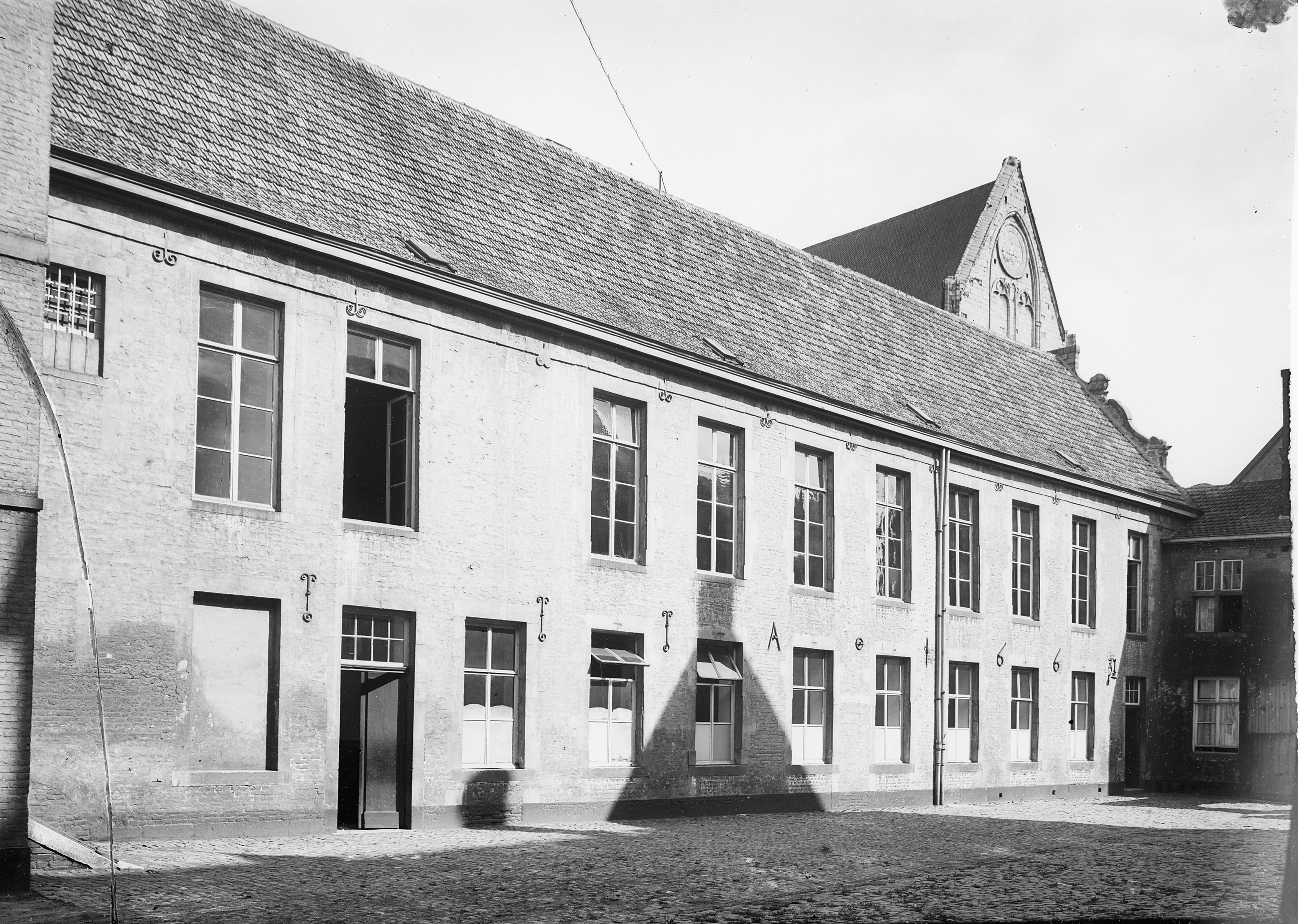
Gemeentelijke HBS in Dominicanenklooster
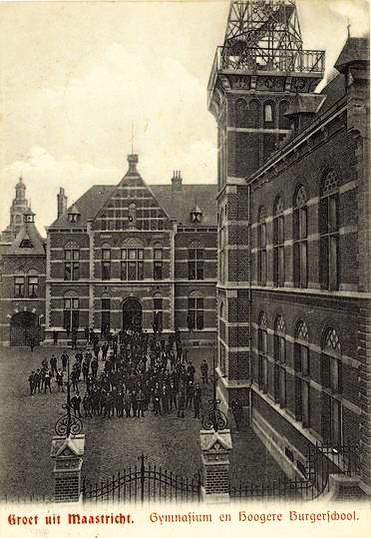
Stedelijk Gymnasium, Helmstraat, ca. 1920
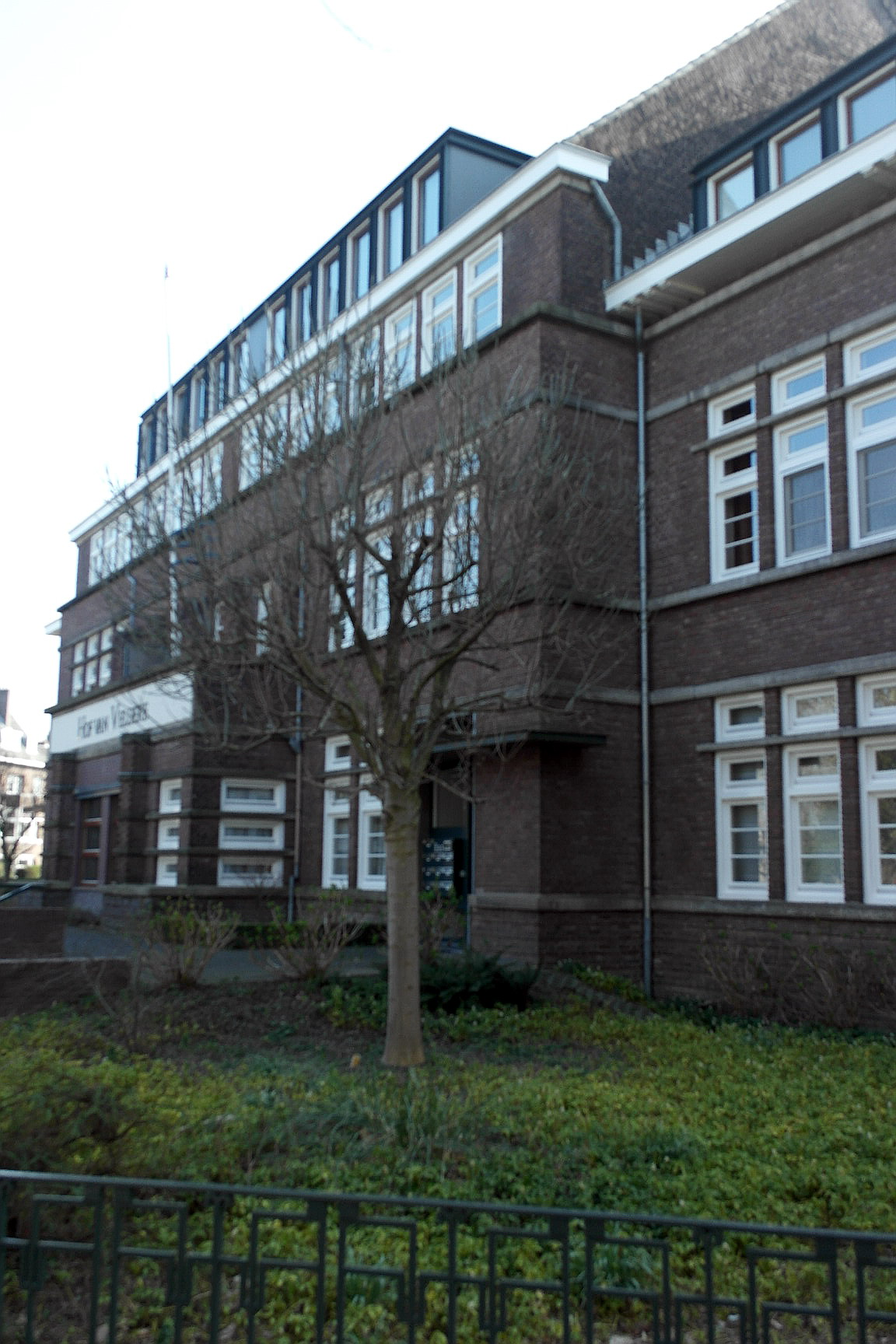
Veldekecollege, Aylvalaan
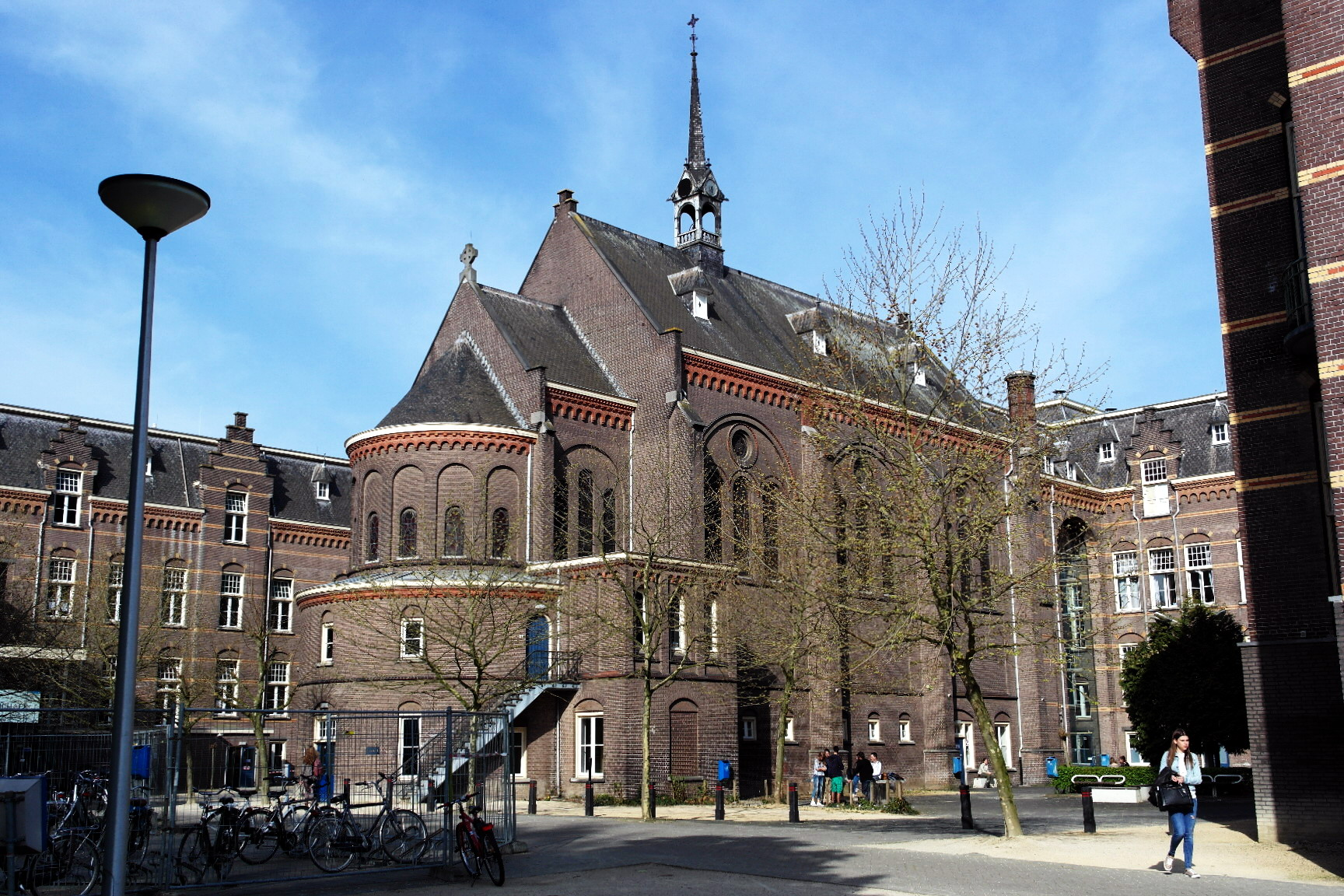
Trichter College, Tongerseweg

### De fusies van 2003 en 2005
Het Bonnefanten College ontstond in 2003 toen de twee overgebleven scholen voor vwo en havo in Maastricht-West, het Montessori College en het Trichter College, besloten samen verder te gaan. Tot 2007 werd aan de havo/vwo-afdeling van de fusieschool nog onderscheid gemaakt tussen twee soorten onderwijs: Montessorionderwijs (leren door zelfwerkzaamheid) en 'Trichteronderwijs' (traditioneel frontaal lesgeven); na 2007 zijn deze twee onderwijsvormen samengevoegd. Vanaf 2005 kon het Bonnefanten College alle vormen van voortgezet onderwijs aanbieden, doordat toen een vmbo-school deel ging uitmaken van de fusieschool. De Vmbo-West was in 1984 ontstaan uit een samensmelting van de mavo-school Biesland, de lhno-school Via Regia en de leao-school aan de Brusselsestraat.
Al in 1999 had de aanvankelijk zelfstandige Bernard Lievegoed School voor vrijeschoolonderwijs zich bij het Montessori College gevoegd. Hoewel deze sterk groeiende school zich later fysiek losmaakte van het Montessori College, maakt ze organisatorisch nog steeds deel uit van het schoolverband van het Bonnefanten College.

### Locaties tot 2014
Tot 2014 was het Bonnefanten College gevestigd op drie locaties in Maastricht:
- In het monumentale gebouw van het voormalige Trichter College aan de Tongerseweg was de sector havo/vwo gevestigd (tot 2014);
- In het gebouw uit de jaren 1960 aan de Eenhoornsingel in de wijk Belfort is de vmbo-sector gevestigd;
- In het gebouw aan de Nijverheidsweg in Heer is de Bernard Lievegoed School voor vrijeschoolonderwijs gevestigd.

Met ingang van het schooljaar 2014-15 gaf het Bonnefanten College de locatie Tongerseweg (het Trichter College) op, vanwege de teruglopende leerlingenaantallen en de slechte bouwkundige staat van het gebouw. Havo-leerlingen werden in de plannen van het LVO ondergebracht in het gebouw aan de Eenhoornsingel; vwo-leerlingen zijn vanaf 2016 overgeplaatst naar andere scholen in Maastricht-Oost. Met ingang van het schooljaar 2015-16 biedt het gebouw van het Bonnefanten College aan de Eenhoornsingel onderdak aan álle havo-leerlingen in Maastricht (alsmede aan de theoretische leerweg van het vmbo).

## Huidige locaties en onderwijsvormen
Anno 2020 is het Bonnefanten College gevestigd aan de Eenhoornsingel in Maastricht. Sinds schooljaar 2019-2020 biedt de school vmbo-basis, vmbo-kader, vmbo-gl, mavo (voorheen vmbo-tl), havo en atheneum aan. 
Aan het Bonnefanten College was tot 2019 de Opleiding Dans Maastricht gevestigd, bedoeld om jong danstalent voor te bereiden op een instroom in een hbo-dansopleiding. De opleiding werkte onder andere samen met de afdeling dans van Codarts in Rotterdam.
Daarnaast biedt het Bonnefanten College een vooropleiding conservatorium in samenwerking met Conservatorium Maastricht en het voortraject pop/rock in samenwerking met Rockacademie Tilburg.
De Bernard Lievegoed School, de vrije school afdeling van het Bonnefanten College, is aan de Nijverheidsweg in Maastricht gevestigd. Deze school biedt mavo (voorheen vmbo-tl), havo en atheneum aan.

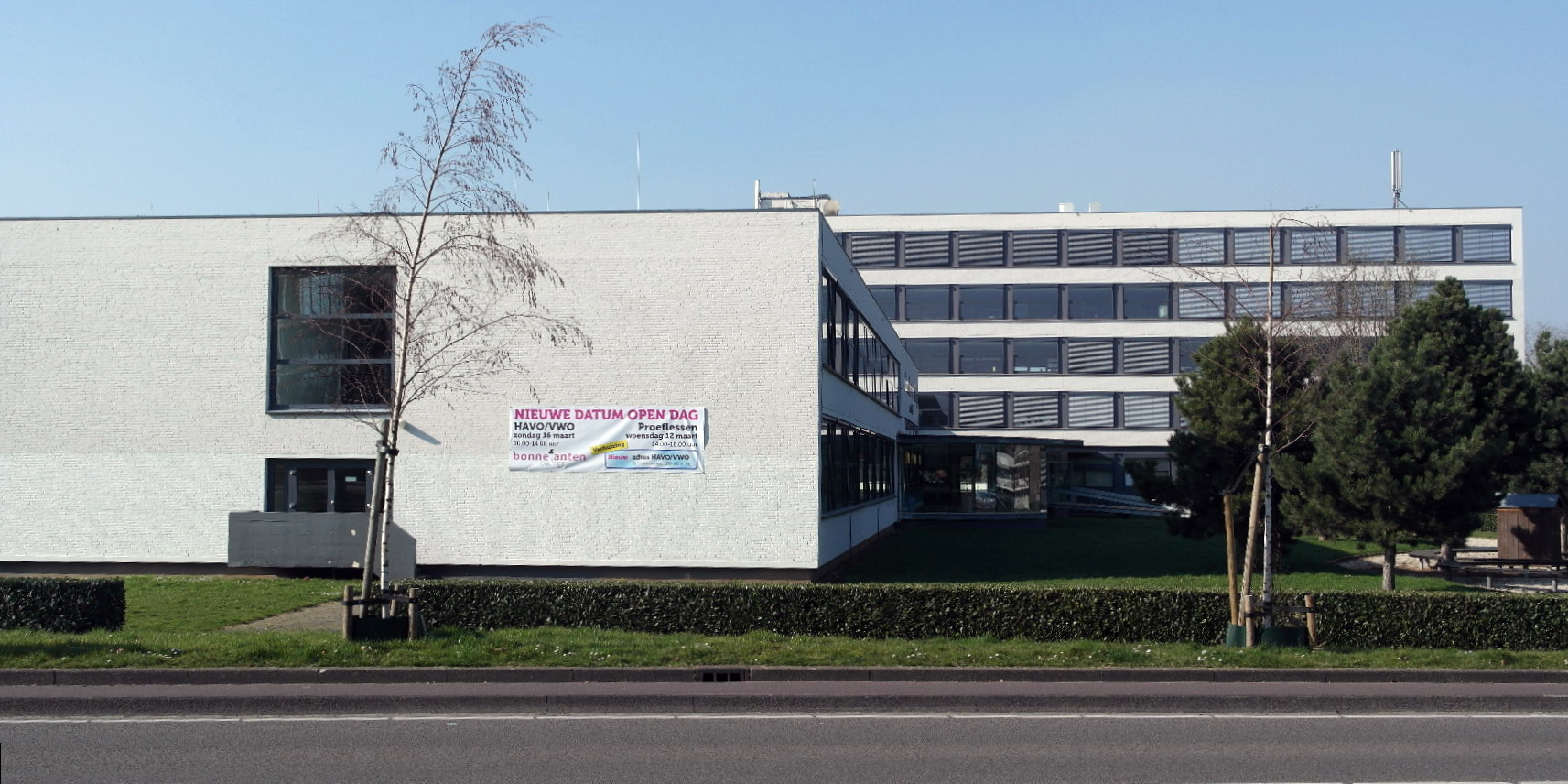
Locatie Eenhoornsingel
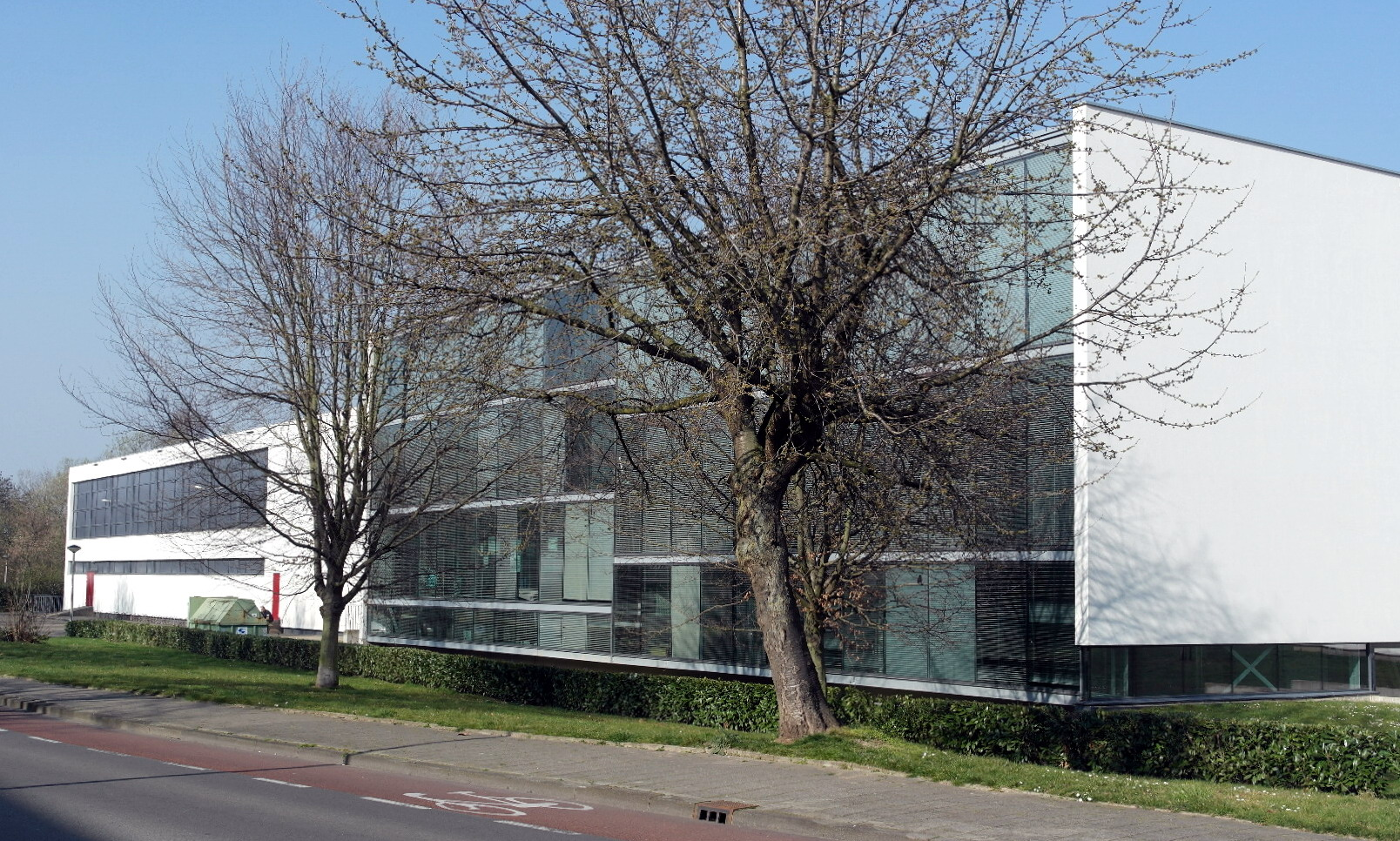
Locatie Eenhoornsingel
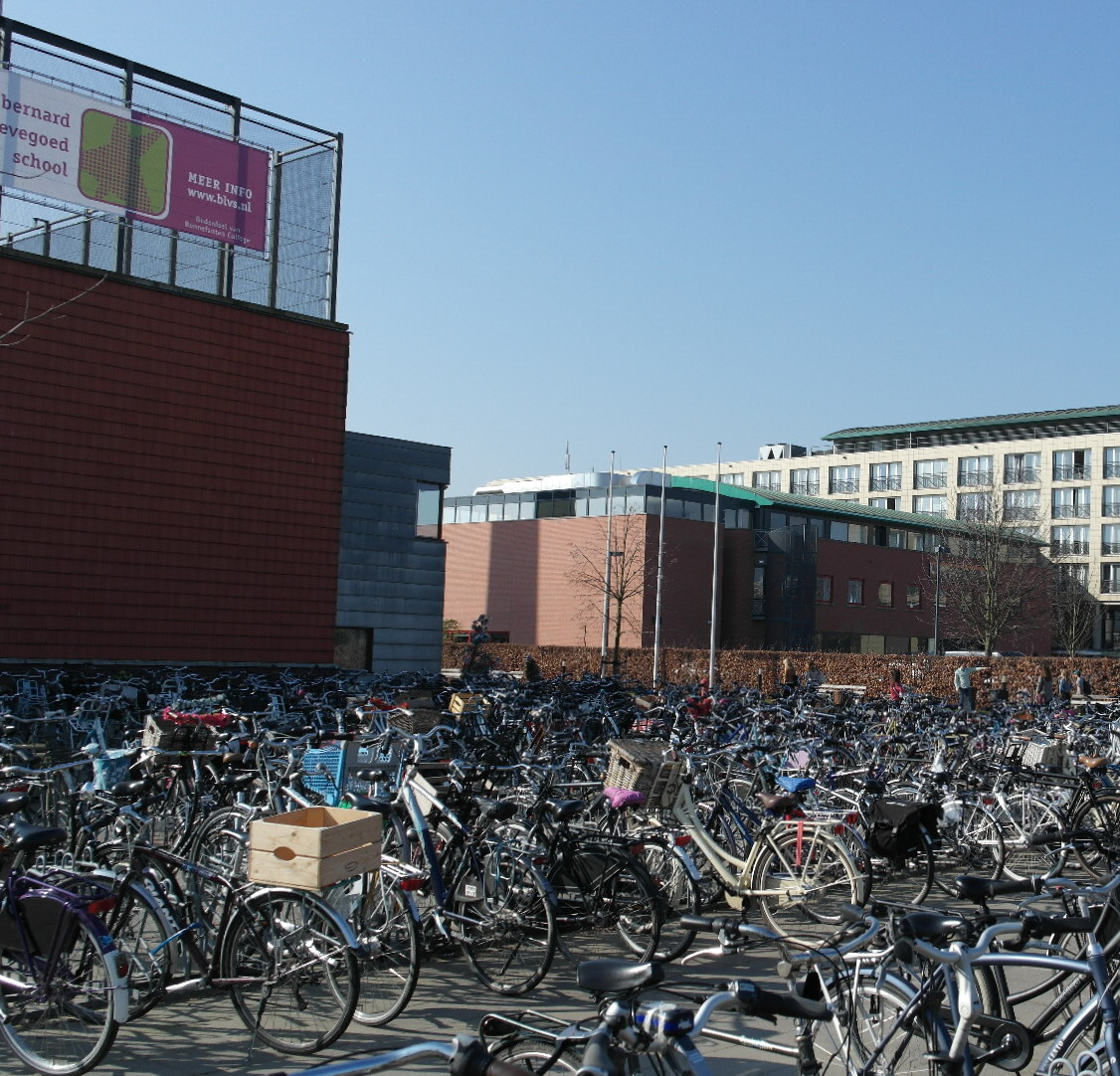
Bernard Lievegoedschool
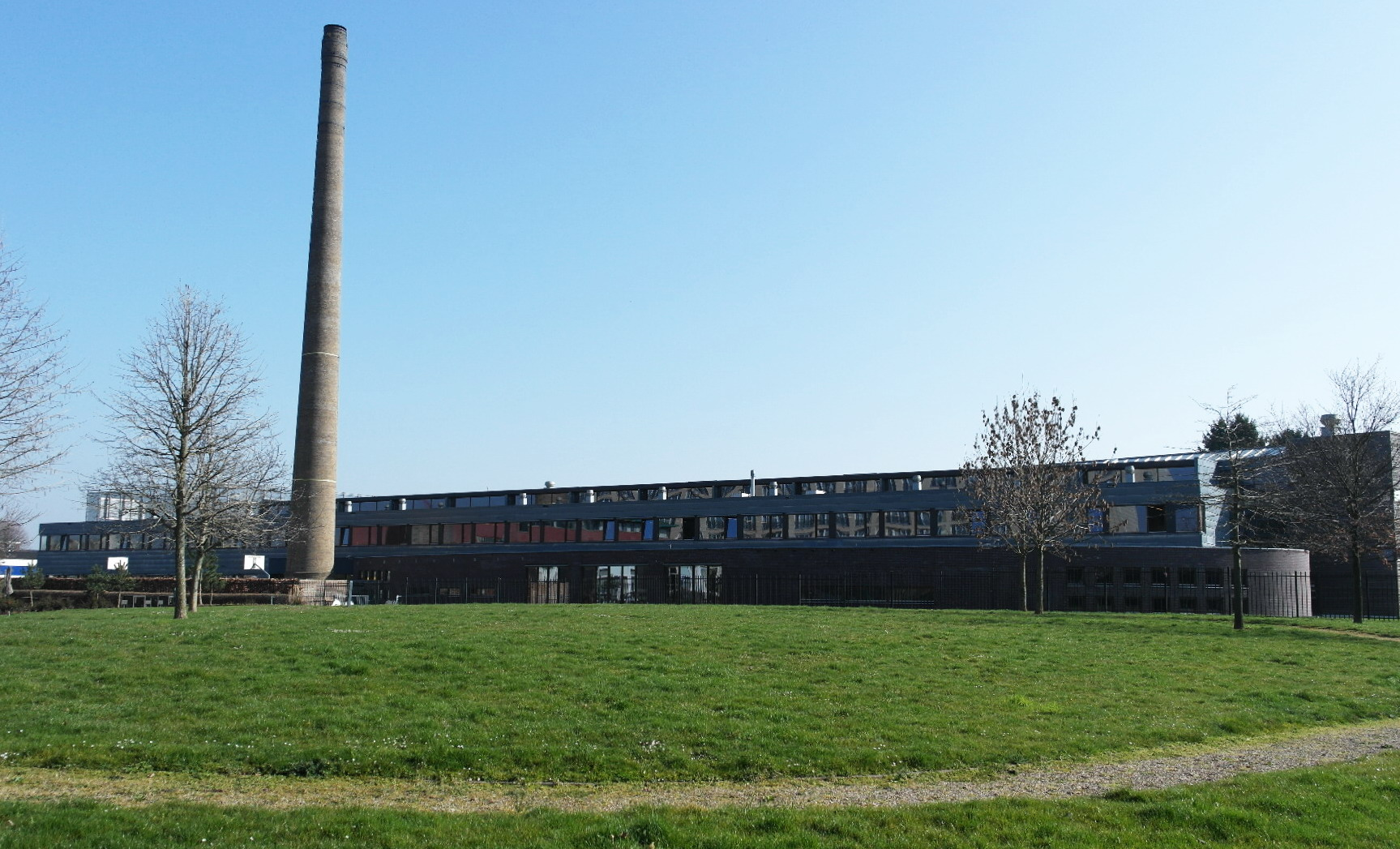
Bernard Lievegoedschool

## Bekende docenten en leerlingen
- Geert Gabriëls (1979), docent aardrijkskunde; politicus
- Tom Dumoulin (1990), leerling vwo; wielrenner